# Felix Braun
Pour les articles homonymes, voir Braun.
Felix Braun, né le 4 novembre 1885 à Vienne (Autriche) et mort le 29 novembre 1973 à Klosterneuburg (Basse-Autriche), est un écrivain, poète, dramaturge, historien de l'art et journaliste autrichien.

## Biographie
Emigré en Grande Bretagne à Winchcombe entre 1939 et 1951.

## Récompenses et distinctions
- 1947 : Prix de la Ville de Vienne de littérature
- 1951 : Grand prix de l'État autrichien de littérature
- 1955 : Anneau d'honneur de la ville de Vienne (Ehrenring der Stadt Wien)